# Kateryna Kalytko
Kateryna Oleksandrivna Kalytko (en ucraniano: Катерина Олександрівна Калитко; Vínnitsa, 8 de marzo de 1982) es una escritora y traductora ucraniana. En 2017, ganó el Premio de Literatura Joseph Conrad.
Estudió en la Universidad Nacional de  la Academia de Kiev-Mogila. Escribe bajo la editorial Meridiano Czernowitz, y es fundadora del Festival de Cuentos Intermezzo.

## Obras

### Cuentos
- M(h)ysteria
- La tierra de todos los que se perdieron, o Cuentos espeluznantes,

### Poesía
- Посібник зі створення світу [Guía de la creación del mundo]. Vínnitsa 1999.
- Сьогоднішнє завтрашнє [Más hoy, más mañana]. Kiev, 2001.
- Портретування асфальту [Retrato del asfalto]. Kiev, 2004.
- Діалоги з Одіссєем [Diálogos con Odiseo]. Kiev, 2005.
- Сезон штормів [Estación tormentosa]. Kiev, 2013.
- Катівня. Виноградник. Дім [Lugar de tortura, viñedo. Casa]. Lviv 2014.[5]
- Ніхто нас тут не знає, і ми - нікого [Aquí nadie nos conoce - y no (conocemos) a nadie]. Chernivtsi 2019.[1]